# Espinosa, Minas Gerais
Espinosa  este un oraș în Minas Gerais (MG), Brazilia.